# Tipos de aprendizaje
Existen muchos tipos de aprendizaje diferentes, en función por ejemplo de cuántas repeticiones son necesarias para adquirir la nueva información, o de cuál es el papel que juega el propio aprendiz en el proceso. En el ser humano, se conocen gran cantidad de procesos de aprendizaje distintos, que colaboran para crear todo el conocimiento. Además de los distintos canales de comunicación que existen, también hay diferentes tipos de alumnos.
Se han realizado estudios sobre los distintos tipos de aprendizaje, los cuales han determinado qué parte de la capacidad de aprendizaje se hereda y cuál se desarrolla. Estos estudios han demostrado que las creencias me gusta el 
estudio  tradicionales sobre los entornos de aprendizaje más favorables son erróneas. Estas creencias sostienen afirmaciones como: que los estudiantes aprenden mejor a mañana y que comer dificulta el aprendizaje. Según la nada e información de la que disponemos actualmente no existe un entorno de aprendizaje universal ni un método apropiado para todo el mundo...
La siguiente es una lista de los tipos de aprendizaje más comunes citados por la literatura de pedagogía y psicología:
- Aprendizaje repetitivo o memorístico*:
- Aprendizaje receptivo: en este tipo de aprendizaje el sujeto sólo necesita comprender el contenido para poder reproducirlo, pero no descubre nada.
- Aprendizaje por descubrimiento:
- Aprendizaje significativo: es el aprendizaje en el cual el sujeto relaciona sus conocimientos previos con los nuevos, dotándolos así de coherencia respecto a sus estructuras cognitivas.
- Aprendizaje relevante: descrito por Ángel Pérez Gómez como aquel tipo de aprendizaje que, además de ser significativo, permite aplicar los conocimientos a su vida cotidiana.
- Aprendizaje observacional o aprendizaje vicario: tipo de aprendizaje que se da al observar el comportamiento de otra persona, llamada modelo.
- Aprendizaje latente: aprendizaje en el que se adquiere un nuevo comportamiento, pero no se demuestra hasta que se ofrece algún incentivo para manifestarlo.
- Aprendizaje Creativo: Es la forma sensible de percibir los problemas, deficiencias, lagunas del conocimiento, elementos pasados por alto, faltas de armonía, etc.; la consecución de validez en la información; de definir las dificultades o de identificar el elemento olvidado; buscar soluciones; hipotetizar sobre las deficiencias; de examinar y reexaminar estas las mismas, modificándolas y volviéndolas a comprobar, perfeccionándolas y finalmente comunicando sus resultados. Esta definición describe un proceso humano natural en cuyas etapas están implicadas (motivaciones). En el proceso educativo, los que el alumno presentan cierta sensibilidad hacia algunos problemas, detecta lagunas en la información, deficiencias o incongruencias que pueden crear en ese momento el sentimiento de algo incompleto, de que la clase o el curso no va bien, o que no es práctico (tensión). Motiva el estado de necesidad del alumno. Cualquiera que sea el calificativo que empleemos, necesita descargar su tensión. Si no sabe dar una contestación correcta a esta inquietud, o si sus formas habituales de respuesta son inadecuadas, tratará de hallar las posibles explicaciones, tanto en el archivo de su propia memoria como en otras fuentes: libros o experiencias ajenas eludiendo al profesor. El alumno adulto buscará soluciones alternativas, investigando, diagnosticando, manipulando, volviendo a ordenar, reconstruyendo y haciendo conjeturas y aproximaciones. Hasta que estas conjeturas o hipótesis no quedan probadas, modificadas y reexaminadas, el que aprende se siente incómodo. Sigue motivado para continuar tratando de perfeccionar su respuesta hasta que le parezca satisfactoria, tanto estética como lógicamente.

Desde la perspectiva de la ciencia definida como proceso de hacer y deshacer hipótesis, axiomas, imágenes, leyes y paradigmas existen cinco tipos de aprendizaje:
- Aprendizaje de mantenimiento
- Aprendizaje innovador
- Aprendizaje visual
- Aprendizaje auditivo
- Aprendizaje kinestésico

## Enfoque pedagógico
Define la manera de comportarse de un agente a un espacio dado en un tiempo exacto. Puede verse como un mapeo entre los estados del ambiente que el agente percibe y las acciones que toma, cuando se encuentra en esos estados. Corresponde a lo que en psicología se conoce como reglas estímulo-respuesta o asociaciones. Este elemento es central ya que por sí solo es suficiente para determinar el comportamiento. Se adquiere el conocimiento a partir de la experiencia.

#### Función de reforzamiento
Define la meta en un problema de RL, al mapear cada percepción del agente (estado del ambiente o par estado, acción) a un número (recompensa) que indica que tan deseable es ese estado. El objetivo del agente es maximizar la recompensa recibida a largo plazo. De esta forma, la función define qué eventos son buenos y malos para el agente, por lo  la función es necesariamente inalterable por las acciones del agente. Debe, sin embargo, servir como base para alterar la política, por ej., si una acción elegida por la política recibe una recompensa muy baja, la política debe cambiarse para elegir una acción diferente en esa situación. Una función de reforzamiento por lo general es estocástica. Es un fortalecimiento del ser humano para poder comprender de la mejor manera cualquier lectura.

#### Función de evaluación
Mientras que la función de reforzamiento indica lo que es bueno en lo inmediato, la función de evaluación lo hace a largo plazo. Puede verse como la cantidad total de recompensa que el agente espera recibir en el tiempo, partiendo de un estado en particular. La recompensa determina la bondad inmediata de un estado, el valor representa la bondad a largo plazo del mismo, tomando en cuenta los estados a los que podría conducir. La mayoría de los algoritmos RL operan estimando la función de valuación, aunque los algoritmos genéticos, la programación genética, y el recocido simulado, pueden resolver problemas de RL sin considerar valores, buscando directamente en el espacio de políticas.

##### Modelo del ambiente
Los modelos mimetizan el medio ambiente, dados un estado y una acción, el modelo debería predecir el estado resultante y la recompensa próximos. Los modelos se utilizan para planear, es decir, decidir sobre un curso de acción que involucra situaciones futuras, antes de que estas se presenten. La incorporación de modelos y planificación en RL es un desarrollo reciente, RL clásico puede verse como la anti-planificación. Ahora es claro que los métodos RL están estrechamente relacionados con los métodos de programación dinámica. Así los algoritmos RL pueden verse en un continuo entre las estrategias ensayo-error y la planificación deliberativa.

### Aprendizaje porobservación
Albert Bandura consideraba que podemos aprender por observación o imitación. Si todo el aprendizaje fuera resultado de recompensas y castigos nuestra capacidad sería muy limitada. El aprendizaje observacional sucede cuando el sujeto contempla la conducta de un modelo, aunque se puede aprender una conducta sin llevarla a cabo. Son necesarios los siguientes pasos:
1. Adquisición: el sujeto observa un modelo y reconoce sus rasgos característicos de conducta.
2. Retención: las conductas del modelo se almacenan en la memoria del observador. Se crea un camino virtual hacia el sector de la memoria en el cerebro. Para recordar todo se debe reutilizar ese camino para fortalecer lo creado por las neuronas utilizadas en ese proceso
3. Ejecución: si el sujeto considera la conducta apropiada y sus consecuencias son positivas, reproduce la conducta.
4. Consecuencias: imitando el modelo, el individuo puede ser reforzado por la aprobación de otras personas. Implica atención y memoria, es de tipo de actividad cognitiva.
5. Aprendizaje por descubrimiento: Lo que va a ser aprendido no se da en su forma final, sino que debe ser re-construido por el alumno antes de ser aprendido e incorporado significativamente en la estructura cognitiva.

- Datos: Q6147249